# Marsdenia schlechteriana
Marsdenia schlechteriana là một loài thực vật có hoa trong họ La bố ma. Loài này được W. Rothe mô tả khoa học đầu tiên năm 1915.